# Greg Edmonson
Greg Edmonson (* Tulsa, Oklahoma) je americký hudební skladatel, který se věnuje hudbě pro televizi a film.

## Biografie
Vyrůstal v Dallasu, kde v mládí hrál také na kytaru. Na University of North Texas College of Music studoval jazzovou kompozici, později působil jako studiový hudebník. Na některých televizních dílech spolupracoval se skladatelem Mikem Postem.
Složil hudbu např. pro film Skyrunners, podílel se na seriálech Cop Rock, Tatík Hill a spol. a Firefly. Hudbu napsal také pro videohry Uncharted: Drake's Fortune, Uncharted 2: Among Thieves a Uncharted 3: Drake's Deception, přičemž za druhý díl Uncharted získal několik ocenění, včetně dvou cen BAFTA.